# Portland (region)
Portland – jeden z 14 regionów Jamajki. Znajduje się na północno-wschodnim krańcu wyspy. Jest siódmym co do wielkości regionem. Największe miasta regionu: Buff Bay, Manchioneal. Jest znany z pięknych plaż.